# Prosopocoilus henryi
Prosopocoilus henryi es una especie de coleóptero de la familia Lucanidae.

## Distribución geográfica
Habita en Sri Lanka.